# UFC Fight Night: Felder vs. Hooker
UFC Fight Night: Felder vs. Hooker (também conhecido como UFC Fight Night 168 e UFC on ESPN+ 265) foi um evento de MMA produzido pelo Ultimate Fighting Championship no dia 23 de fevereiro de 2020, na Spark Arena em Auckland, Nova Zelândia.

## Background
O evento foi realizado pela terceira vez em Auckland, e a primeira desde UFC Fight Night: Lewis vs. Hunt em junho de 2017.
A disputa pela categoria dos pesos leves entre Paul Felder e Dan Hooker foi a luta principal do evento. Após a luta, o americano Paul Felder anunciou sua aposentadoria do UFC.
Uma luta na categoria dos leves entre Tyson Pedro e Vinicius Moreira estava marcada para o evento. No entanto, Pedro desistiu da luta no início de janeiro, alegando uma lesão não especificada. Então, os organizadores do evento optaram por também retirar Moreira completamente do card.
Uma luta feminina pelo peso mosca entre Rachael Ostovich e Shana Dobson estava marcada para o evento. No entanto, Ostovich desistiu da luta por um motivo desconhecido e foi substituída por Priscila Cachoeira.
Uma luta feminina pelo peso palha entre Loma Lookboonmee e Hannah Goldy estava marcada para o evento. No entanto, Goldy se retirou devido a uma lesão no ombro e foi substituído pela ex-campeã do peso palha pelo Invicta FC, Angela Hill.
Uma luta pelo peso leve entre Jamie Mullarkey e Jalin Turner estava marcada para o evento. No entanto, Mullarkey se retirou do evento devido a uma lesão e foi substituído pelo estreante na franquia, Joshua Culibao.
Uma luta pelo peso meio-médio entre Maki Pitolo e Takashi Sato estava marcada para o card preliminar. No entanto, a luta foi cancelada pela equipe médica durante as pesagens, pois Pitolo teve problemas no corte de peso, e acabou adoecendo.

## Bônus da Noite
Os lutadores receberam $50.000 de bônus:
- Luta da Noite:  Dan Hooker vs.  Paul Felder
- Performance da Noite:  Jimmy Crute e  Priscila Cachoeira